# 찰스 포크
찰스 포크 주니어(Charles Polk Jr., 1788년 11월 15일, 델라웨어주 브리지빌 ~ 1857년 10월 27일, 델라웨어주 밀퍼드)은 미국의 정치인으로 델라웨어 주지사이다.

## 경력
- 1814.01 ~ 1816.01 델라웨어 도버 선거구 하원의원
- 1818.01 ~ 1825.01 델라웨어 도버 선거구 하원의원
- 1825.01 ~ 1827.01 델라웨어 도버 선거구 상원의원
- 1827.01 ~ 1830.01 제27대 델라웨어주 주지사
- 1831.11 ~ 1831.12 델라웨어 대의원
- 1835.01 ~ 1839.01 델라웨어 도버 선거구 상원의원
- 1836.07 ~ 1837.01 제30대 델라웨어주 주지사
- 1839.01 ~ 1843.01 델라웨어 도버 선거구 상원의원

## 역대 선거 결과
| 선거명      | 직책명          | 대수 | 정당   | 득표율 | 득표수  | 결과 | 당락                 |
| ----------- | --------------- | ---- | ------ | ------ | ------- | ---- | -------------------- |
| 1826년 선거 | 델라웨어 주지사 | 27대 | 연방당 | 50.55% | 4,333표 | 1위  | 델라웨어 주지사 당선 |